# Apeadeiro de Costeira
O Apeadeiro de Costeira é uma interface encerrada do Ramal da Figueira da Foz, situada no Município de Figueira da Foz, em Portugal.

## História

### Abertura ao serviço
Este apeadeiro encontra-se no troço entre as Estações de Figueira da Foz e Vilar Formoso, que foi inaugurado no dia 3 de Agosto de 1882, pela Companhia dos Caminhos de Ferro Portugueses da Beira Alta.

### Século XX
Em 1933, a Companhia da Beira Alta construiu uma plataforma para passageiros em Costeira, entre as linhas 1 e 2. No ano seguinte, foram feitos trabalhos de reparação e pintura no edifício da estação e nas retretes. Também em 1934, o chefe da estação foi premiado com dez dias de licença, no âmbito de um programa de ajardinamento da Companhia, tendo recebido o mesmo prémio em 1935.
Em 1947, a rede ferroviária da Beira Alta passou a ser explorada pela Companhia dos Caminhos de Ferro Portugueses. Um diploma publicado no Diário do Governo n.º 132, Série II, de 9 de Junho de 1949, aprovou o projecto da Companhia dos Caminhos de Ferro Portugueses para aditamento aos quadros de distância de aplicação na Linha da Beira Alta, atribuindo distâncias próprias a vários apeadeiros, incluindo Costeira.

### Encerramento do Ramal da Figueira da Foz
O Ramal da Figueira da Foz foi encerrado à circulação ferroviária no dia 5 de Janeiro de 2009, por motivos de segurança. A operadora Comboios de Portugal organizou um serviço rodoviário de substituição, que foi terminado em 1 de Janeiro de 2012.